# Игнаткина, Юлия Александровна
Юлия Александровна Игнаткина (род. 23 сентября 1982, Бор) — российская легкоатлетка, специалистка по многоборьям. Выступала на профессиональном уровне в 1998—2009 годах, победительница Кубка Европы в личном и командном зачётах, чемпионка России, победительница и призёрка первенств всероссийского значения, участница чемпионата мира в помещении в Москве и чемпионата Европы в Гётеборге. Представляла Москву и Нижегородскую область. Мастер спорта России международного класса.

## Биография
Юлия Игнаткина родилась 23 сентября 1982 года в городе Бор Горьковской области.
Занималась лёгкой атлетикой под руководством тренеров В. Р. Осипова, С. В. Желанова, В. Ф. Соколова. Выступала за Российскую Армию.
Впервые заявила о себе в сезоне 1998 года, когда на юниорском турнире в Краснодаре заняла шестое место в метании копья.
В 2003 году одержала победу в пятиборье на зимнем чемпионате России в Москве.
В 2004 году выиграла бронзовую медаль на зимнем чемпионате России в Москве. Попав в состав российской сборной, выступила на Кубке Европы по легкоатлетическим многоборьям в Хенгело, где победила в личном и командном зачётах.
В 2005 году на Кубке Европы в Быдгоще финишировала восьмой в личном зачёте семиборья и тем самым помогла своим соотечественницам выиграть бронзовые медали женского командного зачёта. Также в этом сезоне взяла бронзу на чемпионате России в Туле.
В 2006 году получила серебро в пятиборье на зимнем чемпионате России в Москве и золото в семиборье на летнем чемпионате России в Москве, установив при этом свои личные рекорды в данных дисциплинах — 4648 и 6463 очка соответственно. Представляла страну на чемпионате мира в помещении в Москве, где стала пятой в пятиборье, и на чемпионате Европы в Гётеборге, где показала 11-й результат в семиборье.
В 2008 году принимала участие в Кубке Европы в Хенгело: стала восьмой в личном зачёте, завоевав серебряную награду командного зачёта.
В сезоне 2009 года из-за проблем со спиной решила попробовать себя в прыжках в длину, заняла восьмое место на зимнем чемпионате России в Москве и пятое место на летнем чемпионате России в Чебоксарах. По окончании сезона завершила спортивную карьеру.
За выдающиеся спортивные достижения удостоена почётного звания «Мастер спорта России международного класса».